# トイロミュージック
合同会社トイロミュージック（TOYRO MUSIC G.K.）は、日本の音楽制作プロダクション。

## 概要
作曲家・編曲家・ミュージシャンが多く所属。映画、ドラマ、アニメーション、演劇、テレビゲーム、CM、プラネタリウムの音楽などを制作している。音楽制作プロダクション「マニュアル・オブ・エラーズ・アーティスツ」に長く所属していた作曲家たちが2020年9月にトイロミュージックを設立、移籍した。

## 主な所属作家
- 横川理彦（代表）
- 松前公高
- ゲイリー芦屋
- 冷水ひとみ
- あらきなおみ
- 薄井由行
- 谷口尚久
- 藤本功一
- 永田太郎
- Gak Sato
- 郷拓郎（detune.)
- クニ杉本
- 辻林美穂
- 磯部智子
- 加藤賢崇